# Puigfred (Badalona)
Puigfred és un barri de Badalona (Barcelonès) que forma part del Districte II juntament amb Montigalà Occidental, Nova Lloreda, Lloreda, Sant Crist de Can Cabanyes, Sistrells i La Pau. Limita amb Santa Coloma de Gramenet, i amb els barris de Lloreda, La Pau i Montigalà.
Amb les dades del padró de 2012, el barri de Puigfred té 8.593 habitants, dels quals 4.255 (el 49,5%) són homes i 4.338 (el 50,5%) són dones. La població del barri representa al 3,9% d'habitants de tota la ciutat.
En aquest barri es pot trobar el pavelló poliesportiu de la Colina, un equipament esportiu que dona servei a la població dels municipis de Badalona, Sant Adrià de Besòs i Santa Coloma de Gramenet.
Curiosament, el cim del Puigfred, turó que dona nom al barri i avui en dia completament urbanitzat, es troba al barri de La Salut, a la cruïlla dels carrers de Lepanto i de Solsona, a 80m d'altitud.